# March (Fluss)
Die March (tschechisch und slowakisch Morava, ungarisch Morva, lat. Marus) ist ein linker Nebenfluss der Donau in Mitteleuropa. Sie entwässert etwa drei Viertel des nach ihr benannten Mähren und ist dessen Hauptfluss.
In ihrem Unterlauf begleitet sie beidseits ein Hochwasserdamm. Sie ist Grenzfluss zwischen Tschechien und der Slowakei (etwa 50 km) sowie zwischen Österreich und der Slowakei (91 km). Die Luftlinie dieser Strecken beträgt wegen der vielen Mäander des Flusses nur 37 bzw. 50 km.

## Geografie
Die March entspringt im Glatzer Schneegebirge auf einer Höhe von 1194 m bei den Quarklöchern (zwei Kalksteinhöhlen) am Südhang des Glatzer Schneebergs an der Grenze Polens zu Tschechien, etwa einen Kilometer nordwestlich des Dreiländerecks Polen-Böhmen-Mähren und verläuft zunächst 13 km lang auf dem Gebiet der böhmischen Region Pardubice, bis sie südlich der Gemeinde Dolní Morava die mährische Region Olomouc erreicht. Nach 358 km mündet sie an der Thebener Pforte gegenüber von Hainburg an der Donau (Österreich) bei Devín (Slowakei) in die Donau. Der mittlere Abfluss am Pegel Angern beträgt 108 m³/s. Die vielfältige Verästelung des Flusslaufes der March beschränkt ihre Schiffbarkeit auf den unteren Lauf.
Die wichtigsten Nebenflüsse sind links die Bečva und rechts die Thaya. Rechts (westlich) des Unterlaufs der March liegt das Marchfeld in Niederösterreich.
Die einzigen größeren Städte an der March sind Olmütz und indirekt Bratislava, kleinere Städte und Orte sind Kroměříž, Uherské Hradiště, Hodonín, Hohenau, Dürnkrut, Angern an der March und Marchegg.

### Überquerungen
Über den Abschnitt, in dem die March die Grenze zwischen Österreich und der Slowakei bildet, führen derzeit nur vier Brücken:
- Hohenau–Moravský Svätý Ján (Straßenbrücke)
- Schloss Hof–Devínska Nová Ves (Fahrradbrücke der Freiheit, für Fußgänger und Radfahrer, seit 9. August 2012)
- Marchegg–Devínska Nová Ves (Bahnbrücke der Verbindung Wien–Bratislava über die Ostbahn (Marchegger Ast))
- Marchegg–Vysoká pri Morave (VysoMarch, für Fußgänger und Radfahrer, seit 7. Mai 2022)

Ehemalige Stellen mit Brücken:
- Markthof-Devínska Nová Ves, 20. Jhd., während des Kalten Kriegs stillgelegt, Pfeiler besteht noch.

Zwischen Angern an der March und Záhorská Ves gibt es eine historisch bedeutende Fährstelle, die seit dem Ende des Kalten Kriegs wieder befahren wird. Diese hätte, nachdem von 1870 bis zum Kalten Krieg bereits eine Straßenbrücke bestand, ersetzt werden sollen. Als Baubeginn war zunächst 2010 vorgesehen; da aber zu jenem Zeitpunkt die Finanzierung nicht gesichert war, wurde der Bau verschoben. 2013 wurde dann von der Stadt Bratislava der Baubeginn mit 2015 bekanntgegeben. Bei einer am 21. September 2014 durchgeführten Volksbefragung über die geplante Marchbrücke in Angern sprachen sich fast drei Viertel der Angerner Wahlberechtigten gegen den Bau der Straßenbrücke aus (Wahlbeteiligung 65 %). Planungen für diesen Standort wurden daraufhin vom Land NÖ abgebrochen.
In Marchegg und Dürnkrut scheiterten geplante Fahrradbrücken bei Bürgerabstimmungen am 19. Februar 2017, jene in Marchegg wurde aber schließlich am 7. Mai 2022 eröffnet.

## Name

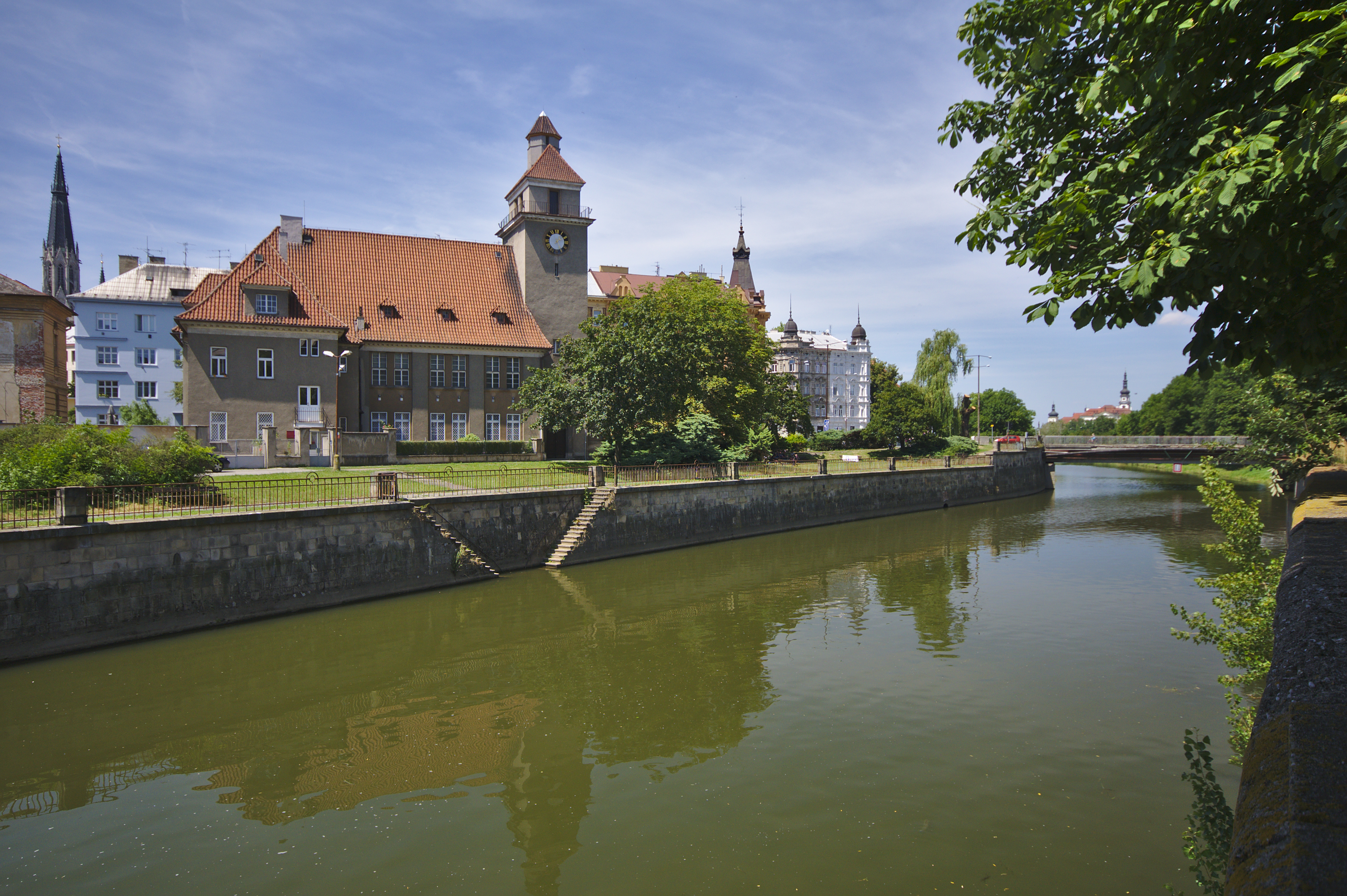
Die March in Olmütz

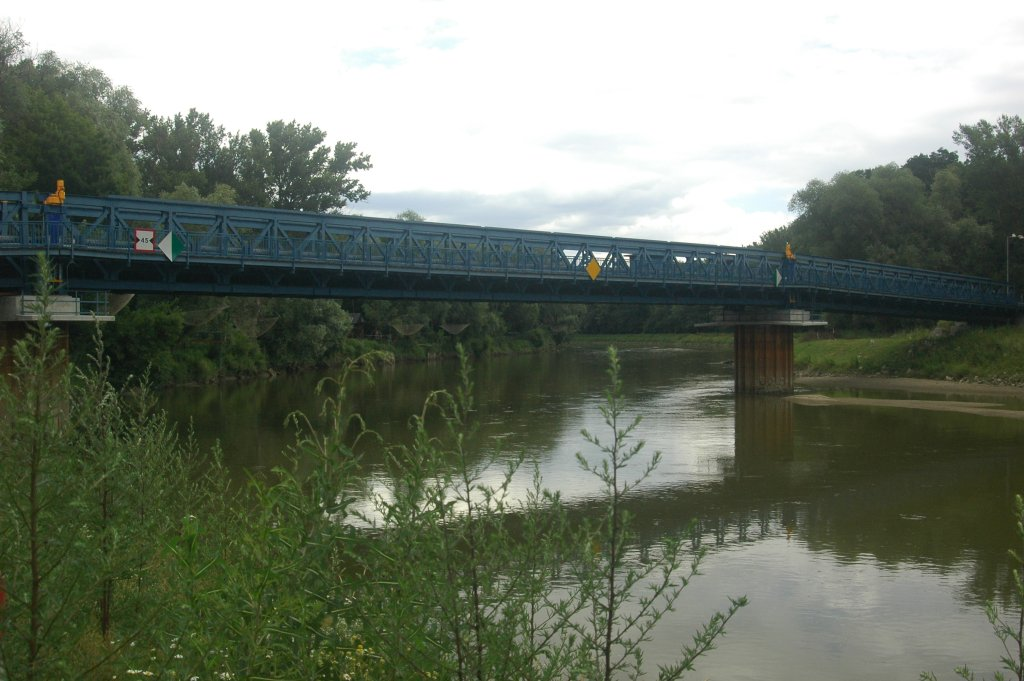
Straßenbrücke bei Moravský Svätý Ján

Erstmals urkundlich bezeugt wurde das Gewässer im Jahr 892 als Maraha, worin man eine Zusammensetzung mit ahd. aha „Wasser, Fluss“ sehen könnte. Beim römischen Historiker Tacitus heißt der Fluss Marus. Beide Formen werden auf indogermanisch *móri „Meer, stehendes Gewässer“ oder – vielleicht plausibler – die idg. Wurzel *merǵ-, *marǵ- „Rand, Grenze“ zurückgeführt.
Im Deutschen bedeutet das veraltete March eben „Mark, Grenze“. Das germanische Wort kommt als Ursprung des Flussnamens in Frage, weil er seit der Antike ein Grenzfluss war.
Die gleichnamige Morawa im heutigen Serbien hieß lateinisch Margus und war ein Grenzfluss der spätrömischen Provinz Moesia Prima. Hier kommt eine Ableitung von lat. margo „Grenze, Rand“ in Frage.

## Geschichte
Schon in der Antike hatte die untere March (im südlichen Gebiet bis zur Donaumündung) eine Bedeutung als nicht leicht überwindbarer Fluss. Nur am südlichen Ufer der Donau entstanden die Grenzkastelle der Römer, allen voran Carnuntum.
Spätestens seit Anfang des 7. Jahrhunderts ziehen Slawen von der Donau kommend entlang der March nach Norden und besiedeln das anliegende Gebiet. Seit diesem Zeitpunkt ist die March Mittelpunkt des nach ihr benannten Landes Mähren (Morava). Ob sich das Reich des Samo um 623 auch entlang der March erstreckte, ist unklar. Im 9. Jahrhundert ist der Unterlauf der March mit den Siedlungskomplexen Morava (Mikulčice) und Veligrad (Staré Město u Uherského Hradiště) Zentrum des Mährerreiches. Im Jahr 1063 wird an der oberen March in Olmütz ein Bistum Mähren gegründet.
Der österreichisch-slowakische Abschnitt der March ist eine der ältesten Landesgrenzen Österreichs bzw. Niederösterreichs, Ostgrenze seit dem 11. Jahrhundert. Von 1526 (Regierungsantritt der Habsburger in Ungarn) bis 1918 (Auflösung Österreich-Ungarns) war die March in diesem Abschnitt Binnengrenze in der Habsburgermonarchie, bis 1806 außerdem Außengrenze des Heiligen Römischen Reiches.
Neben einer bestehenden Steinbrücke aus dem Jahr 1771 konnte zwei Kilometer entfernt ab 1848 die March von Wien nach Bratislava über eine Eisenbahnbrücke überquert werden. Von hier aus begann auch der Eisenbahnbau in der gesamten Slowakei.
1918–1939 und 1945–1992 grenzte hier die Tschechoslowakei an Österreich, 1939–1945 der NS-Satellitenstaat Slowakei an das Deutsche Reich. 1945–1989 war die March hier Teil des Eisernen Vorhangs; nach Österreich Flüchtende riskierten, von tschechoslowakischen Grenzwächtern erschossen zu werden. Die Steinbrücke wurde im Jahr 1947 von tschechoslowakischen Kommunisten gesprengt.
Nach dem Fall des Eisernen Vorhangs im Jahr 1989 wurden in der ersten Euphorie zahlreiche Provisorien als Stege über die March eingerichtet. Auch die Fähre zwischen Angern und Záhorská Ves wurde in den späten 1990er Jahren in Betrieb genommen.
Ende Dezember 2007 sind auf Grund des Schengenabkommens die Grenzkontrollen zwischen der Slowakei und Österreich weggefallen.

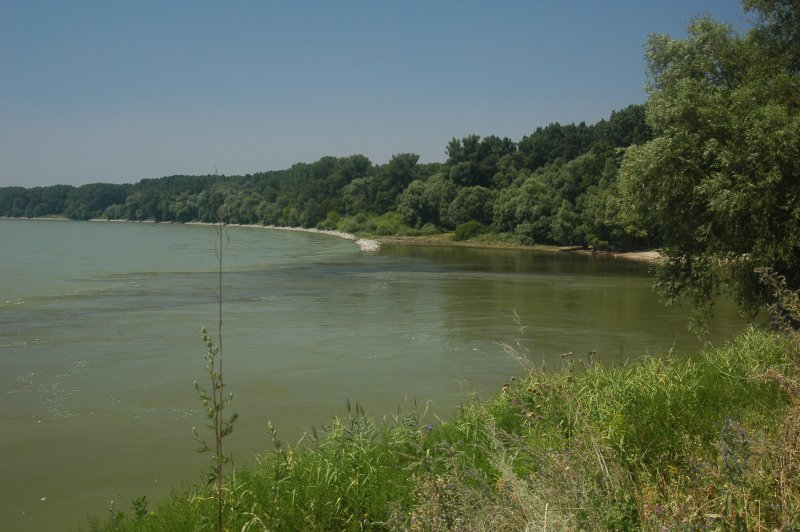
Die March bei der Mündung in die Donau. Ihr Wasser ist aufgrund des hohen Eisengehalts der Thaya viel dunkler

Am 25. September 2011 fand der Spatenstich für die Fußgänger- und Radwegbrücke über die March zwischen Schloss Hof und Devínska Nová Ves statt. Die Brücke, die den Radtourismus auf beiden Seiten des Flusses beleben soll, wurde am 9. August 2012 für den Verkehr freigegeben. Im September 2012 wurde sie als Fahrradbrücke der Freiheit eröffnet. An dieser Stelle hatte sich schon seit 1771 die Maria-Theresien-Brücke befunden, die aber 100 Jahre später durch Eisschollen zerstört worden war.

## Schutzgebiete

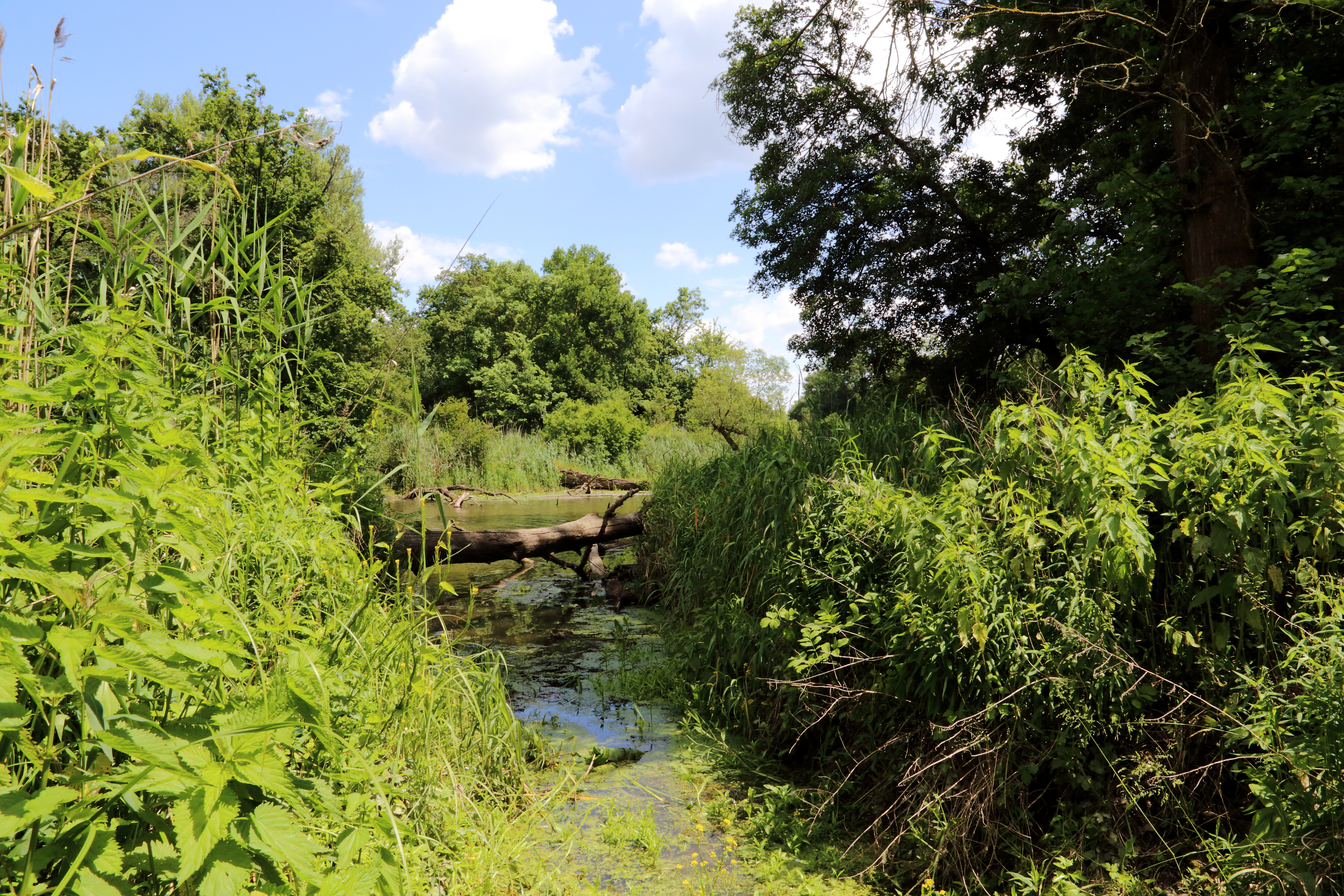
Marchau nächst der Bernstein Straße im Bereich der Gemeindegrenze von Weiden an der March (Ortsteil: Baumgarten an der March) und Marchegg

Entlang der March finden sich mehrere Schutzgebiete, unter anderem:
- Ramsar-Gebiet Donau-March-Thaya-Auen (Grenzüberschreitend)
- Österreich
  - Europaschutzgebiete March-Thaya-Auen (Europäisches Vogelschutzgebiet und FFH-Schutzgebiet)
  - Landschaftsschutzgebiet Donau-March-Thaya-Auen
  - Naturschutzgebiet Angerner
  - Naturschutzgebiet Dürnkruter Marchschlingen
  - Naturschutzgebiet Untere Marchauen und WWF Naturreservat Marchegg
- Slowakei
  - Landschaftsschutzgebiet Záhorie (CHKO Záhorie)
- Tschechien
  - Národní přírodní rezervace Ranšpurk, nahe Lanžhot[19]
  - Ramena řeky Moravy, Augebiet zwischen Litovel und Olmütz[20]
  - Národní přírodní rezervace Vrapač, bei Litovel[21]

In den Nationalparks in Österreich wurde 2010 angekündigt, für die – national – noch unzureichend geschützten March-Thaya-Auen die Errichtung eines Nationalparks anzustreben.
Neben den festgelegten Schutzgebieten gibt es laufend einzelne Projekte, die den Schutz der Flora und Fauna auch in Teilgebieten zum Ziel hat. Zunehmend werden auch grenzüberschreitende Projekte durchgeführt. So ist beispielsweise seit 2007 eine Aktion zum Schutz von Greifvögel (wie Kaiseradler und Würgfalken), Störchen und Eulen (Uhus) unter dem Namen CORO-SKAT (Conservation Of Raptors and Owls) im laufen. Dabei arbeiten Organisationen wie Birdlife Österreich und Ochrana dravcov na Slovensku (Raptor Protection of Slovakia – RPS) zusammen.

## Hochwässer

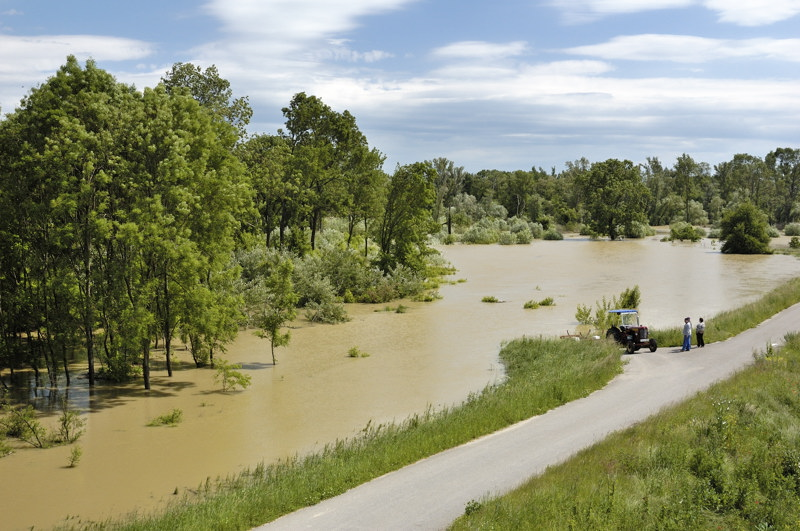
Hochwasser in Stillfried, 2010

Die March führt jährlich Hochwasser, vor allem nach der Schneeschmelze. Die für die Überflutung der Marchauen notwendigen höheren Wasserstände führen üblicherweise nur zu Straßensperren der Grenzübergänge, die nicht hochwassertauglich sind.
Große Hochwasserereignisse werden allerdings immer wieder verzeichnet. So verursachte jenes im Jahr 1997 große Schäden auf der slowakischen Seite. Ein jüngeres, welches das vorherige noch übertraf und sehr große Schäden anrichtete, war das nach der Schneeschmelze im Frühjahr 2006. Mehrere Dammbrüche in Österreich, wie in Jedenspeigen verursachten große Schäden auf privater Seite wie auch an Infrastruktur, beispielsweise an der Nordbahn. Dabei handelte es sich um ein 100-jährliches Hochwasser mit einer Schadenssumme allein in Österreich von 72 Millionen Euro.
Hauptartikel: Thaya-March-Hochwasser 2006

### Hochwasserschutz in Österreich
Aus diesem Grund sind sowohl links- als auch rechtsufrig lange Dammbauten vorhanden. So sind allein auf der österreichischen Seite 57 km Damm vorhanden, der laufend in den Jahrzehnten zwischen 1936 und 1964 errichtet wurde. Durch die dabei erfolgte Begradigung wurde die March bis auf zwei Meter eingetieft und das Gefälle von 0,0153 % auf 0,021 % verstärkt.
Eine Erneuerung der Dämme wurde bereits nach dem Hochwasser 1997 geplant. So sollten vorrangig die Abschnitte Angern–Mannersdorf–Stillfried und Waidendorf–Dürnkrut–Jedenspeigen repariert werden. Erst 2004 wurde die UVP eingereicht. Die Dammhöhen sollten mit jenen der Slowakei angeglichen werden. Das Hochwasser 2006 überrollte diese Planungen, da es den tatsächlichen schlechten Zustand der Dämme aufzeigte. So musste bis auf zwei kurze Abschnitte der Damm auf der ganzen Länge saniert werden. Der zweite Abschnitt wurde planmäßig 2007 abgeschlossen. Die Gesamtsanierung sollte bis ins Jahr 2012 erfolgt sein. Anfängliche Differenzen über die Zuständigkeiten und den damit verbundenen Finanzierungsfragen wurde so gelöst, dass die Sanierung der via donau obliegt. Die Sanierung ist inzwischen weitgehend durchgeführt, aber immer noch nicht abgeschlossen. Restarbeiten sollen im Jahr 2015 durchgeführt werden.
Der WWF übt Kritik am Land Niederösterreich wegen dieser Hochwasserschutzmaßnahmen. Durch eine Änderung des Naturschutzgesetzes im Jahr 2007 sind die Baumaßnahmen von einer Naturverträglichkeitsprüfung ausgenommen, so dass die Naturschutzinteressen in den Augen des WWF nicht mehr ausreichend wahrgenommen werden müssen.
Auffassungsunterschiede gibt es bezüglich der Naturschutzverfahren. Während das Land Niederösterreich auf Grund der massiven Schäden diese so rasch als möglich reparieren wollte, legte der Umweltdachverband Beschwerde bei der Europäischen Union ein, da seiner Auffassung nach die EU-Vogelschutzrichtlinie nicht berücksichtigt wurde. Das Bundesland argumentierte damit, dass es sich um eine Reparatur handelte und dass der Menschenschutz Vorrang gegenüber dem Naturschutz habe.
Im Februar wurde die erneuerte Dammanlage auf niederösterreichischer Seite mit einer Länge von 65 km eröffnet. Sie soll vor einem 100-jährlichen Hochwasser Schutz bieten. Auch Zubringerdämme in der Länge von 3 km waren in diesem Projekt, das 125 Millionen Euro verschlang, miteinbezogen. Es war eine Bauzeit von sieben Jahren dafür notwendig.

### Hochwasserschutz international

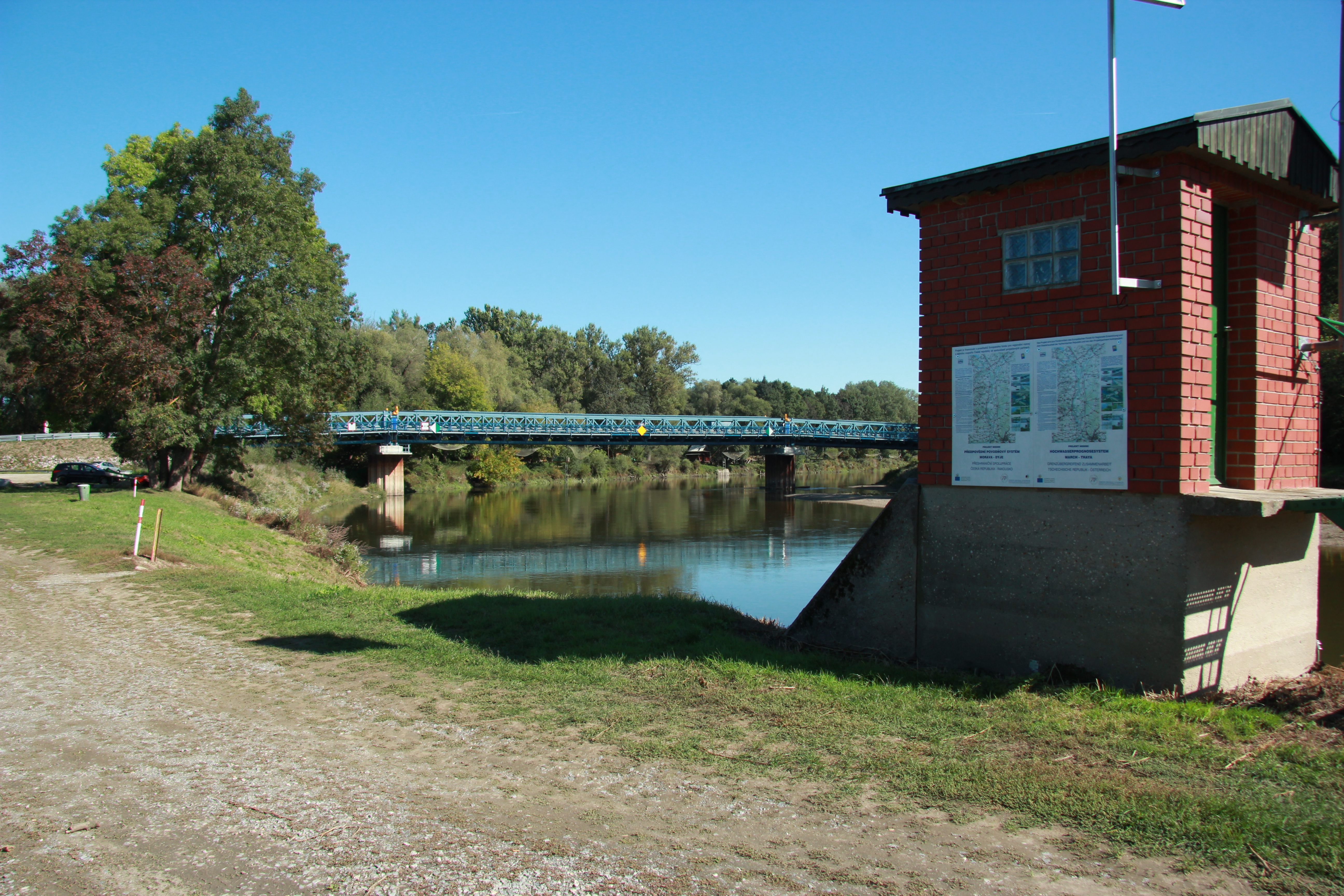
Ein in das System CEframe eingebetteter Pegel bei Hohenau

Im Rahmen des Projektes CEframe (Central European Flood Risk Assessment and Management in Centrope) übernahm im Jahr 2010 das Land Niederösterreich die Führung, um mit den Ländern Österreich, Tschechien, Slowakei und Ungarn für die gemeinsamen Flussgebiete, zu welchen auch die March gehört, Grundlagen für ein zukünftiges Hochwassermanagement zu erarbeiten. Das Projekt endete 2013.

Der Unterlauf der March um 1873 (Aufnahmeblätter der Landesaufnahme)
Dürnkrut, Stillfried
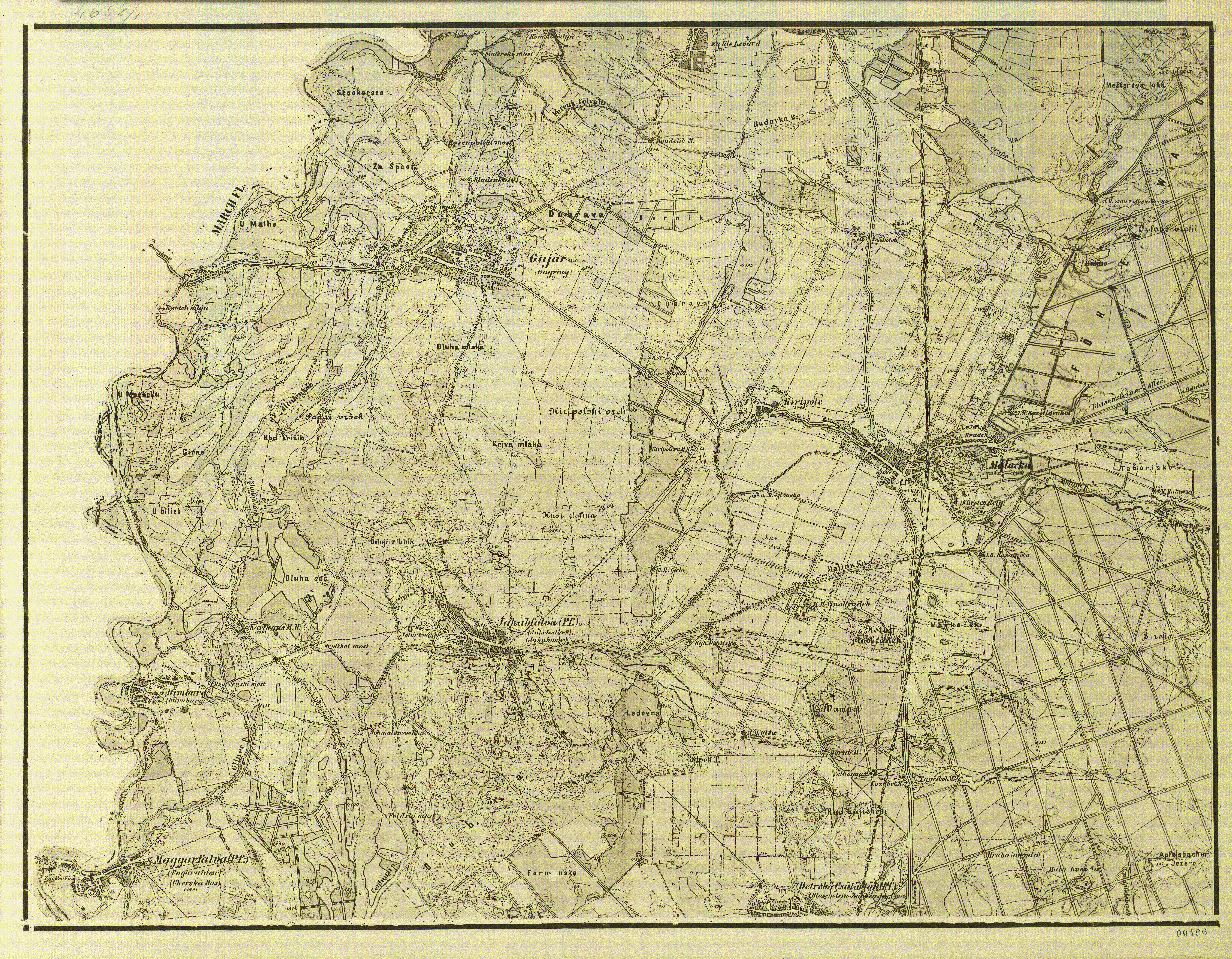
Gajary, Suchohrad, Záhorská Ves
Marchegg und Zwerndorf,
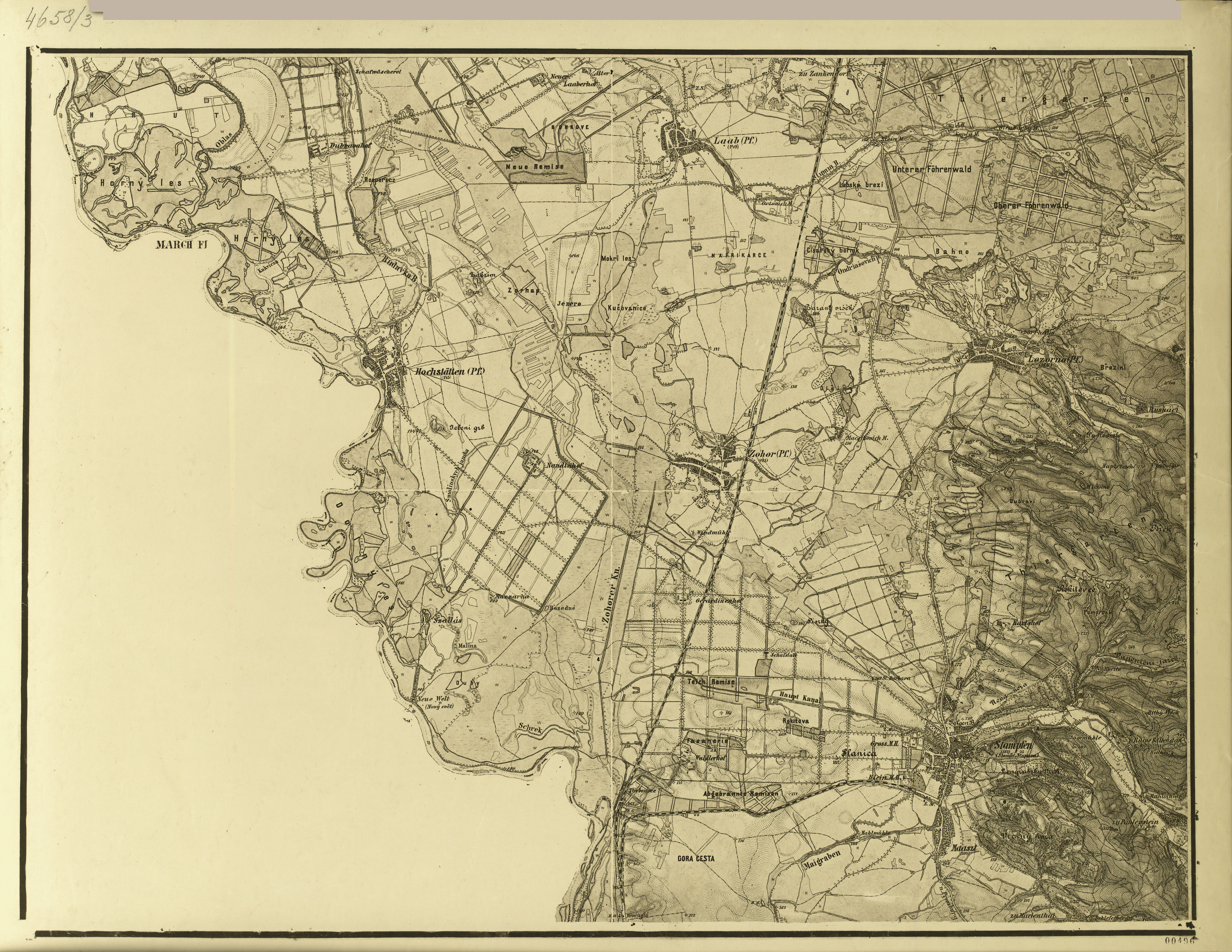
Zohor, Lozorno, Stupava
Markthof, Hainburg,
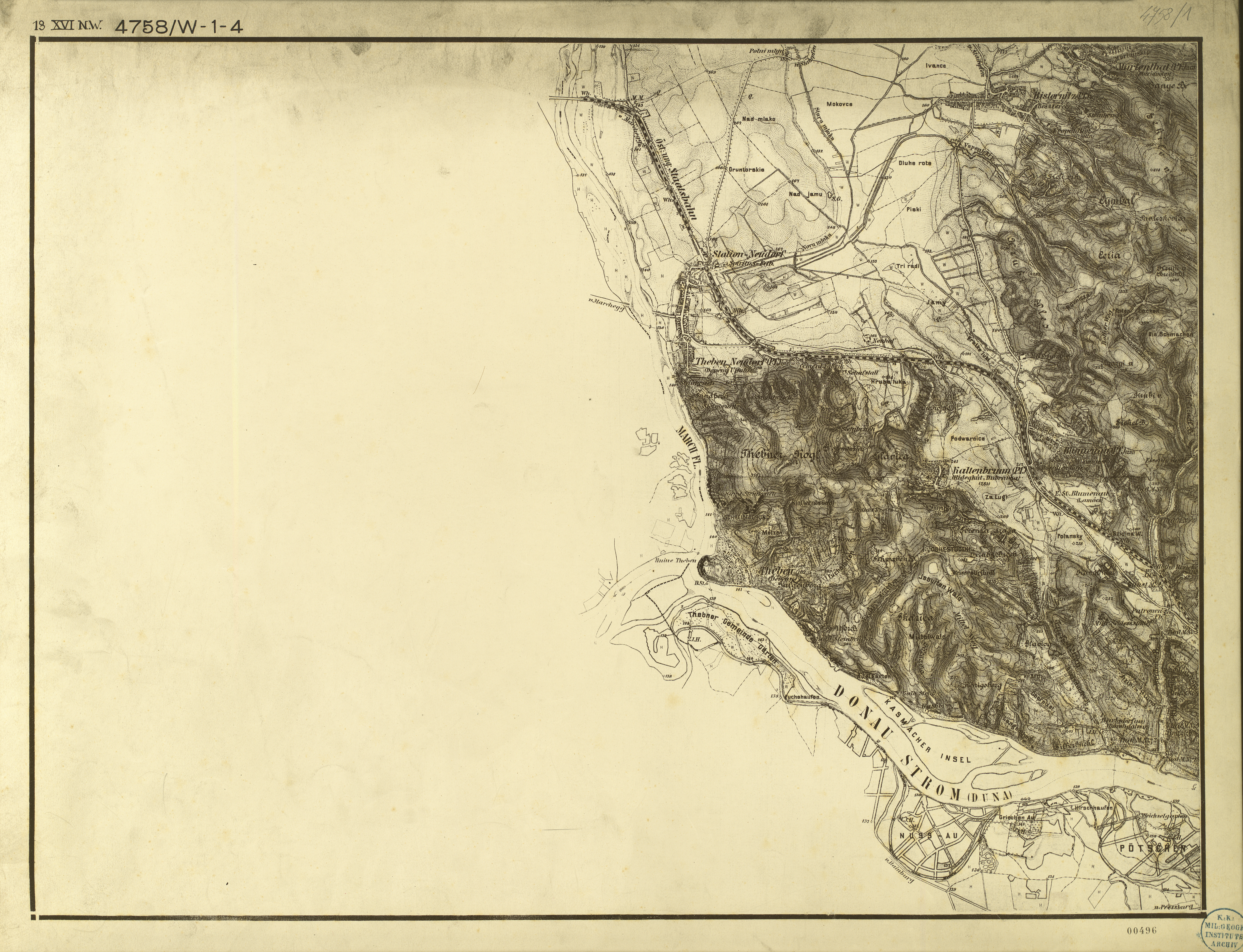
Devín